# チャーリー・チェイス (ポルノ女優)
チャーリー・チェイス（Charley Chase、1987年8月6日 - ）は、アメリカ合衆国のポルノ女優。ケンタッキー州ルイビル出身。